# Korelace neimplikuje kauzalitu

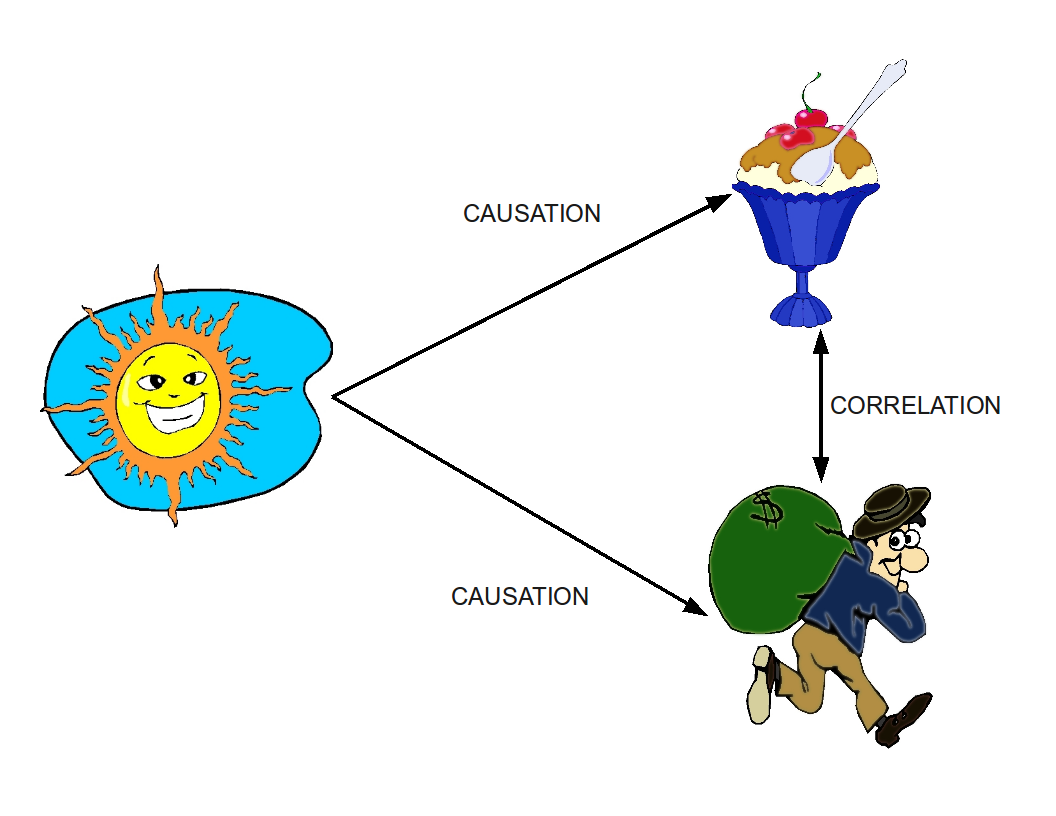
Spotřeba zmrzliny koreluje s kriminalitou, to však neznamená, že by mezi nimi byl kauzální vztah. Obojí totiž souvisí s vyšší teplotou.

Korelace neimplikuje kauzalitu je vědecká zásada, která připomíná, že pokud nějaké dva jevy často následují po sobě nebo pokud nějaké dvě proměnné spolu korelují, nelze z toho ještě vyvozovat, že jedna je příčinou a druhá kauzálním následkem. Takový závěr by byl logicky chybný a tedy neplatný. To ovšem také neznamená, že by taková kauzalita byla vyloučená, jen není pouhou korelací prokázána. K této logické chybě velmi často dochází při vyhodnocování statistických výsledků jak v přírodních, tak také společenských vědách. Lidé totiž běžně za příčinu považují ten faktor, který nejvíce koreluje s následkem.
Pokud se fakt, že korelace neimplikuje kauzalitu, analyzuje kvantitativně, nejčastějším důvodem, proč tento jednoduchý závěr neplatí, je existence alespoň jedné zavádějící proměnné.

## Jiné formulace
- Korelace je nutnou, ale nikoli postačující podmínkou kauzality.

Logicky chybný závěr, jako kdyby z následnosti nebo korelace nutně plynula kauzalita, se často vyjadřuje také jako:
- Post hoc, ergo propter hoc (lat. „potom, tudíž kvůli tomu“)
- Cum hoc, ergo propter hoc (lat. „spolu, tudíž kvůli tomu“)

## Příklad 1
- Korelace: Empirické studie prokázaly, že při hormonální terapii menopauzy je nižší pravděpodobnost infarktu a dalších srdečních poruch.
- Falešný závěr: Hormonální terapie snižuje pravděpodobnost infarktu.
- Skutečná kauzalita: Podrobnější studie prokázaly, že hormonální terapie naopak pravděpodobnost infarktu zvyšuje, i když nevýznamně. Společnou příčinou obou jevů je to, že lépe situovaní pacienti, kteří mají lepší stravu a režim, a tedy menší riziko infarktu, si také častěji mohou dovolit hormonální terapii.

## Příklad 2
- Korelace: Od 50. let 20. století prudce vzrostla jak úroveň atmosférického CO2, tak výskyt obezity.
- Falešný závěr: Zdá se, že atmosférický CO2 způsobuje obezitu. (Nebo naopak obezita způsobuje nárůst CO2 v atmosféře.)
- Skutečná kauzalita: Obojí je důsledkem toho, že bohatší část populace více jí a také spotřebovává více energie.

| „ | Korelace ještě neznamená kauzalitu a kdo tvrdí opak, umře. | “ |